# بیگانه با خود
بیگانه با خود، فیلمی به کارگردانی جمشید بیات ترک، تهیه‌کنندگی معصومه فردشاهین و داود محمد ابراهیمی و نویسندگی علیرضا کاظمی پور محصول سال ۱۳۹۱ است.این فیلم در تاریخ ۲۱ آذر ۱۳۹۵ از شبکه سه سیما پخش شد.

## درباره فیلم
فیلم تلویزیونی «بیگانه با خود» محصول موسسه فرهنگی هنری رسانه فکر فردا ست که در ۵ اپیزود به داستان آدم‌ها، روابط اجتماعی و مشکلات روزمره آن‌ها می‌پردازد که هر داستان با یک شخصیت مشترک به داستان بعدی مرتبط می‌شود.

## داستان فیلم
بیگانه با خود  روایتی است متفاوت از زندگی چند نفراست که اعتقادی به مرگ ندارند اما براثر یک اتفاق همگی با هم برخورد می‌کنند. در واقع داستان بیگانه با خود درباره دکتر شکیبا، متخصص جراحی که به تقدیر الهی اعتقادی ندارد و در زندگی خانوادگی‌اش شکست خورده است.

پیرمرد مریضی نزدیک به مرگ که سررشته کارهایش را در دست خدا می‌داند.

نوید یک پیک پیتزا فروشی که برای حل مشکلات  مالی پدر نامزدش، الهام تصمیم می‌گیرد  مواد مخدر بفروشد.

حشمت  پیرمرد نزول خواری که کارگرش ( پدر الهام ) را به خاطر بدهی تحت فشار گذاشته تا با دخترش ازدواج کند.

مسعود و خواهر و شوهر خواهرش، تعدادی دزد آماتور که  خواهرش در جریان سرقت مسلحانه تیر می خورد.دزدها در جریان فرار با حشمت تصادف می‌کنند و برای نجات همدستشان دکتر شکیبا را به گروگان می‌گیرند. دزدها بر سر غنیمت به جان هم می‌افتند و شکیبا را بی آنکه امید به فرار داشته باشد، محبوس می‌کنند.  نوید گرفتار تعقیب و گریز با مأموران می شود. بی آنکه بخواهد سر از مخفیگاه دزدان درمی آورد و ...

## خلاصه داستان
این فیلم یک داستان ۵ اپیزودی است. 
1. اپیزود اول به داستان دکتر شکیبا و مشکلات خانوادگی او می پردازد.
2. در اپیزود دوم به داستان نوید و نامزدش الهام وپدر مریض الهام و مشکلات مادی آنها می پردازد.
3. در اپیزود سوم با حشمت پیرمرد رباخوار آشنا می شویم که به خاطر طلبی که از پدر الهام دارد می خواهد به جای طلبش با الهام ازدواج کند و در این ماجرا با نوید درگیر می شود.
4. در اپیزود چهارم به داستان مسعود و خواهر (فریبا)و شوهر خواهر( شهرام ) او می پردازیم که قصد سرقت از جواهرفروشی دارند.
5. در اپیزود پنجم ادامه سرقت مسعود و فریبا و شهرام را شاهد خواهیم بود که در جریان این سرقت فریبا و شهرام کشته و مسعود دستگیر می شود. حشمت در تصادف کشته و دکتر شکیبا را گروگان می گیرند. در نهایت اعضای بدن حشمت رباخوار به یکی از مریض های دکتر شکیبا اهدا می شود دکتر شکیبا توسط نوید آزاد می شود و دکتر شکیبا به نقش دعا وتوسل و حضور خدا در زندگی به باور می رسد.[۴]

## بازیگران فیلم
در این فیلم بازیگرانی چون عبدالرضا اکبری، شهرام عبدلی، پندار اکبری، نفیسه روشن، مهدی امینی خواه، مهدی فقیه، الیزابت امینی و بهزاد خداویسی به همراه علی اوسیوند به ایفای نقش می‌پردازند.

## عوامل فیلم
فیلم "بیگانه با خود" به کارگردانی جمشید بیات ترک به تهیه‌کنندگی معصومه فردشاهین و داود محمد ابراهیمی در پاییز سال ۱۳۹۱ ساخته شد.

بیگانه با خود نوشته علیرضا کاظمی‌پور است که پیش از مجموعه‌هایی چون خوش‌نشین‌ها و دردسرهای عظیم را نیز در کارنامه خود دارد.

بدلکاری قسمت های اکشن در این فیلم توسط گروه بدلکاران 13 طراحی شده است و توسط ارشا اقدسی با همکاری امیر بدری، مهسا احمدی و ناصر حسینی اجرا شده است.

دیگر عوامل تولید این فیلم به ترتیب زیر هستند:
- مدیر تصویربرداری: فرشاد خالقی
- مدیر صدابرداری: امیر حاتمی
- طراح صحنه و لباس: پیام حسین سوری
- طراح گریم : اشکان عسگری
- مدیر تدارکات: حمیدرضا سلطانیان
- دستیار کارگردان و برنامه ریز: حسن لبافی
- دستیار دوم کارگردان : بهنام اعلمی
- منشی صحنه: محسن گل فشان
- روابط عمومی: محمد میرابی